# Øresundstårnet
Øresundstårnet er et bolighøjhus på hjørnet af Øresundsvej og Krimsvej på Østamager i København.
Højhuset består af butikserhverv i stueetagen samt 40 boliger, primært 3- og 4-værelses udlejningsboliger, fordelt på de 20 øverste etager. Det er udviklet af Arkitektgruppen, tegnet af arkitekt Mikkel Westfall hos Årstidernes Arkitekter og stod færdigt i februar 2014. Med sine 65 meter er bygningen blandt de højeste beboelsesejendomme i Danmark.
Ud mod Øresundsvej er tårnet bygget sammen med en lavere bygning, som ligeledes indeholder butikserhverv i stueplan og boliger på de øvrige etager.
Tårnet er karakteristisk med sine hvide betonelementer og varieret placering af gyldne altaner. Om aftenen er tårnet letgenkendeligt med de fire røde lysmarkeringer på toppen, som fremhæver højhusets kvadratiske grundplan.
55°39′42″N 12°37′47″Ø / 55.6618°N 12.6297°ØØresundstårnets arkitektur er blevet stærkt kritiseret, bl.a. i en arkitekturanmeldelse i dagbladet Politiken, der kaldte byggeriet "ren spekulation og tarvelig discount" og gav det bundkarakter.